# Merrik Burrell
Pour les articles homonymes, voir Burrell.
Merrik Burrell, 1er baronnet (5 novembre 1699 - 6 avril 1787) est un homme politique britannique.

## Biographie

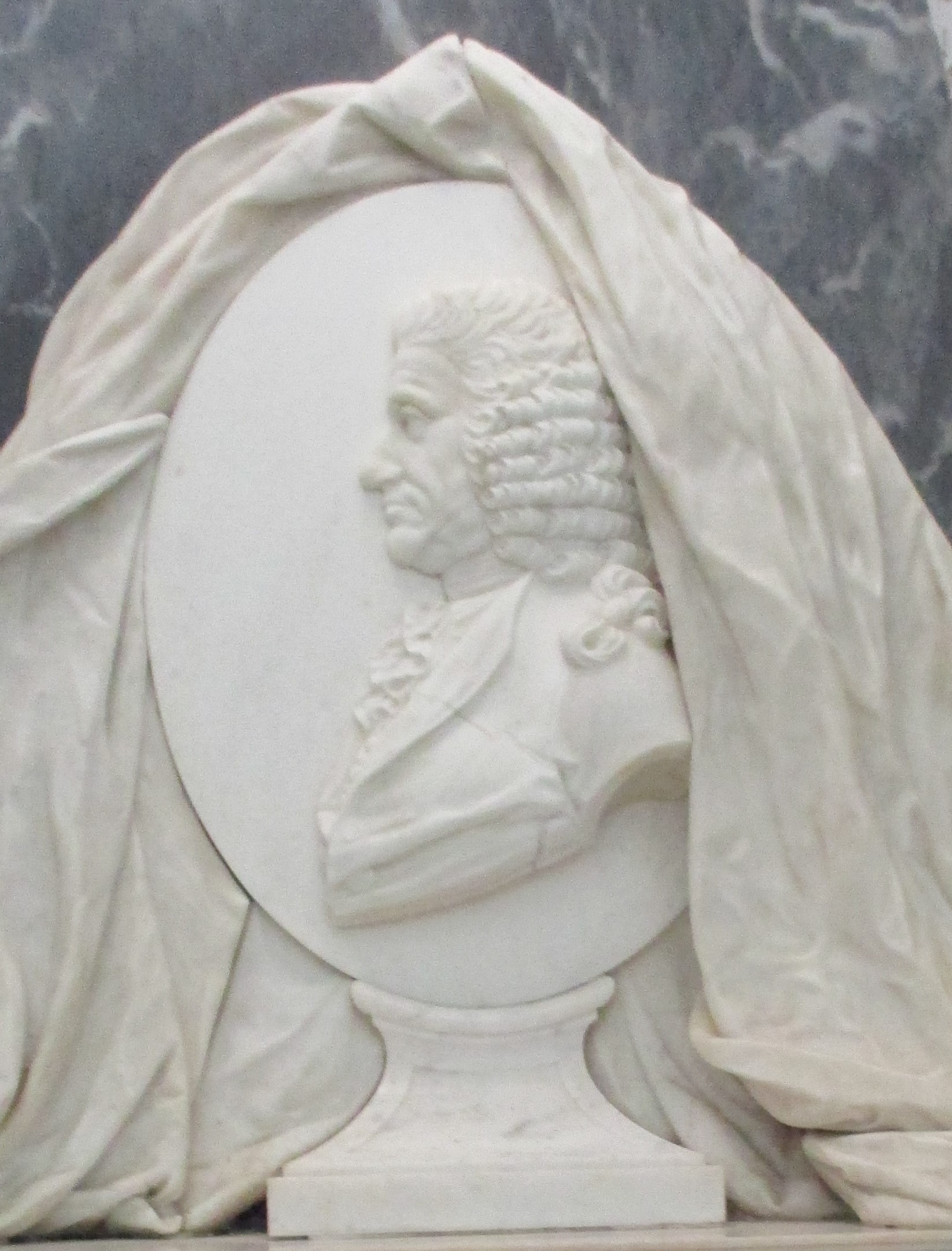
Détail du monument à Merrik Burrell à St George's Church, West Grinstead

Il est le deuxième fils de Peter Burrell et de sa femme Isabella Merrik, fille de John Merrik . Il achète West Grinstead Park en 1744.
Burrell est élu à la Chambre des communes britannique pour Great Marlow en 1747, et siège jusqu'en 1754 et est ensuite réélu pour Grampound, qu'il représente jusqu'en 1768. Il est élu pour Haslemere en 1774  et se présente à Great Bedwyn, devenant son représentant jusqu'en 1784 .
Burrell est gouverneur de la Banque d'Angleterre de 1758 à 1760, et le 15 juillet 1766, il est créé baronnet, de West Grinstead Park dans le comté de Sussex, avec un reste spécial aux héritiers mâles de son frère aîné Peter. Il est gouverneur pendant la bulle du Bengale (1757–1769).
Burrell est mort célibataire et sans enfant en 1787 . Il est remplacé comme baronnet par le fils de son neveu Peter, qui est plus tard élevé à la pairie d'Irlande comme Baron Gwydyr .